# Liste der Baudenkmäler in Großrosseln
In der Liste der Baudenkmäler in Großrosseln sind alle Baudenkmäler der saarländischen Gemeinde Großrosseln und ihrer Ortsteile aufgelistet. Grundlage ist die Veröffentlichung der Landesdenkmalliste im Amtsblatt des Saarlandes vom 22. Dezember 2004 und die Teildenkmalliste des Regionalverbands Saarbrücken der Denkmalliste des Saarlandes in der Fassung vom 9. August 2017.

## Dorf im Warndt
| Lage                                     | Bezeichnung  | Beschreibung                                                | Bild |
| ---------------------------------------- | ------------ | ----------------------------------------------------------- | ---- |
| Forststraße                              | Marienstatue | Die Marienstatue ist eine Skulptur aus dem 17. Jahrhundert. |      |
| Forststraße, Flur 8, Flurstück 1/28 Lage | Wasserturm   | Der Wasserturm entstand Ende der 1950er-Jahre.              |      |

## Emmersweiler
| Lage                      | Bezeichnung                             | Beschreibung | Bild |
| ------------------------- | --------------------------------------- | --- | ---- |
| Gensbacher Straße 62 Lage | Bauernhaus mit Stallanbau               | Erbaut 1826 |      |
| Lothringer Straße Lage    | Figuren (Kath. Pfarrkirche St. Barbara) | Denkmalgeschützt sind die Skulpturen in der kath. Kirche St. Barbara. Die Figuren stammen aus dem 18. und 19. Jahrhundert. |      |

## Großrosseln
| Lage                        | Bezeichnung                                                       | Beschreibung | Bild |
| --------------------------- | ----------------------------------------------------------------- | --- | ---- |
| Am Bahnhof Lage             | Bahnhof Großrosseln                                               | Der Bahnhof Großrosseln ist Haltepunkt der Rosseltalbahn von Saarbrücken nach Bous. Die Kgl. preußische Eisenbahnverwaltung erbaute ihn 1906/07 als zweigeschossigen Putzbau mit historisierender Werksteingliederung. Das Bahnhofsgebäude war mit einem Wartesaal 1. und 2. Klasse ausgestattet. Im 1. Obergeschoss waren Wohnungen für das Eisenbahnpersonal eingerichtet. In dem eingeschossigen Anbau waren Wartesäle für die 3. und 4. Klasse und ein Fahrkarten- und Gepäckschalter untergebracht. Der Güterschuppen war ursprünglich in Fachwerk ausgeführt, erhielt aber Mitte des 20. Jahrhunderts eine massive Außenmauer aus Klinkersteinen. Unter Denkmalschutz stehen außerdem ein Wirtschaftsgebäude und ein Toilettenhäuschen. 1976 stellte die Bahn den Personenverkehr ein. Die Technik in Großrosseln nutzte die Bahn aber weiterhin für die Kohletransporte zur Grube Warndt. |      |
| Außerhalb der Ortslage Lage | Fördermaschinenhaus der Schachtanlage St. Charles mit Ausstattung | Die Schachtanlage St. Charles gehörte zur Grube Warndt. Erhalten ist nur der Wasserturm, das Fördergerüst und das 1948/49 erbaute Fördermaschinenhaus |      |
| Außerhalb der Ortslage Lage | Fördergerüst der Schachtanlage St. Charles                        | Das Fördergerüst der Schachtanlage St. Charles wurde 1948/49 erbaut und 1954 verstärkt. Seit 1986 umgibt ein Betonunterbau das Gerüst. |      |
| Bahnhofstraße 10 Lage       | Wohn- und Geschäftshaus mit baufester Ausstattung                 | Das Wohn- und Geschäftshaus wurde in den 1870er-jahren erbaut, 1920 bis 1930 aufgestockt und ausgebaut und 1930 bis 1940 erweitert. |      |
| Kirchstraße Lage            | Kath. Kirche St. Wendalinus                                       | St. Wendalinus wurde 1883/84 nach Plänen des Architekten Karl Arendt als neoromanische Hallenkirche mit Orgelempore und leicht höher liegendem Chor erbaut. In den Jahren 1956/57 wurde die Kirche neu eingerichtet. |      |

## Karlsbrunn
| Lage                   | Bezeichnung                                                           | Beschreibung | Bild |
| ---------------------- | --------------------------------------------------------------------- | --- | ---- |
| Friedhofstraße 12 Lage | Wohnhaus                                                              | Das Wohnhaus wurde 1923 erbaut und 1935 zu einer Gaststätte mit Fremdenzimmern umgenutzt. |      |
| Friedhofstraße 7 Lage  | Ev. Pfarr- und Schulhaus                                              | Das Pfarr- und Schulhaus wurde 1744 erbaut und 1755 erweitert. |      |
| Kirchweg Lage          | Ev. Kirche mit Ausstattung, 1896–97 von Heinrich Güth (Einzeldenkmal) | Nachdem die Protestanten in Karlsbrunn lange in Provisorien Gottesdienste feiern mussten, erhielten sie 1744 ein Pfarrhaus mit einem Betsaal im ersten Stockwerk. Da die Gemeinde aufgrund des blühenden Bergbaus bis zur Mitte des 19. Jahrhunderts stark gewachsen war, reichte dieser Saal nicht mehr aus. 1896/96 wurde nach Plänen von Heinrich Güth eine kleine Kirche im Stil des Historismus erbaut, wobei vor allem auf neogotische Formen zurückgegriffen wurde. |      |
| Schloßstraße Lage      | Ensemble Tagesanlage Warndt                                           | Unter Denkmalschutz stehen die Tagesanlagen der 2005 geschlossenen Grube Warndt: Pförtner und Kaffeeküche, Waschkaue, Verwaltungsgebäude-Zechenhaus, Bandbrücke mit Bergeeckturm, Magazin, Mannschaftsgang mit Lampenstube, Mechanische Werkstatt und Tagesbetriebbüros und überdachte Kranbahn, Schachthalle und Sieberei, Eindicker und Grubenwasserbehälter, Förderturm, Aufbereitung-"Kohlenwäsche", Rohkohlenbunker und Zwischenbau, Wasserhochbehälter außerhalb des Geländes, Schalthaus und Kompressorenhaus, Grubenbahnhof mit Gleisanlagen, Tankstelle, Umspannanlage, Sozialgebäude mit Verbindungsgängen, Motorradschuppen, Gasverdichteranlage, Begevorabscheidung, Gasabsauganlage, Lagerhalle, Bandbrücke-Ausschleusung |      |
| Schloßstraße 1 Lage    | Bauernhaus                                                            | Erbaut 1728 |      |
| Schloßstraße 14 Lage   | Jagdschloss                                                           | Das kleine Jagdschloss wurde zwischen 1783 und 1786 nach Plänen von Oberchausseebaudirektor Johann Philipp von Welling erbaut. 1786 erweiterte Balthasar Wilhelm Stengel den Bau um einen Seitenflügel. Der dreigeschossige mittelbau mit Knüppelwalmdach besitzt auf der Hofseite eine Freitreppe mit Wachhäuschen. Die beiden zweigeschossigen Zwischenflügel verbinden den Mittelbau mit den vorspringenden Seitenflügeln. |      |

## Naßweiler
| Lage                     | Bezeichnung                            | Beschreibung   | Bild |
| ------------------------ | -------------------------------------- | -------------- | ---- |
| Nassaustraße o. Nr. Lage | Grabmal Edmund Filler auf dem Friedhof | Errichtet 1929 |      |

## St. Nikolaus
| Lage                         | Bezeichnung                           | Beschreibung | Bild |
| ---------------------------- | ------------------------------------- | --- | ---- |
| Außerhalb der Ortslage Lage  | Ensemble Schachtanlage Merlebach-Nord | Zum Denkmalensemble der Schachtanlage gehören das Fördergerüst (1949), die Schachthalle (1949), der Grubenbahnhof (1949), der Wagenumlauf (1949), das Fördermaschinenhaus, der Umformer und die Fördermaschine von 1950, die Schaltanlage, das Lüftergebäude und die Anlage von 1947–52. Die Schachtanlage war die einzige franz. Anlage auf deutschem Boden mit Bahnanschluss an das französische Netz.                        |      |
| Brückenstraße/Mühlenweg Lage | Reste der Kapelle St. Nikolaus        | Der Ort St. Nikolaus gilt als ältester Ort im Warndt. Erbaut wurde die erste St.-Nikolaus-Kapelle 1270. Die erhaltenen Reste der Kapelle stammen aus dem 13. und dem 15. Jahrhundert. 1783 wurde die Kapelle abgerissen, nachdem sie 1637 von schwedischen Söldnern zerstört worden war. 1807 entstand ein Neubau mit alten Werksteinen. 1881 wurde auch diese Kapelle abgebrochen und an ihrer Stelle ein Dorfkreuz errichtet. |      |